# Beiwei Tan
Beiwai Tan (în chineză tradițională：北衛灘) este situat la aproximativ 81 de kilometri nord-vest de insula Dongsha, în partea de nord-est a Insulelor Nansha, în Marea Chinei de Sud. Este un recif de corali scufundat, de formă circulară, cu o adâncime mică de aproximativ 60 de metri.
Beiwai Tan se află în prezent sub controlul de facto al guvernului Republicii Chineze (Taiwan), administrat administrativ de satul Zhongxing, districtul Qijin, orașul Kaohsiung. Guvernul Republicii Populare Chineze revendică de asemenea suveranitatea asupra sa, dar nu are control efectiv asupra recifului. Administrația chineză pretinde că Beiwai Tan se află sub jurisdicția Guvernului Popular din  orașul Jieshi, orașul Lufeng, Shanwei⁠(d), provincia Guangdong.